# 马克·布伊苏
马克·布伊苏（法語：Marc Bouissou，1931年4月6日—2018年11月23日），法国男子赛艇运动员。他曾代表法国参加1952年夏季奥林匹克运动会赛艇比赛，获得男子四人单桨无舵手银牌。